# Peter Rübsam

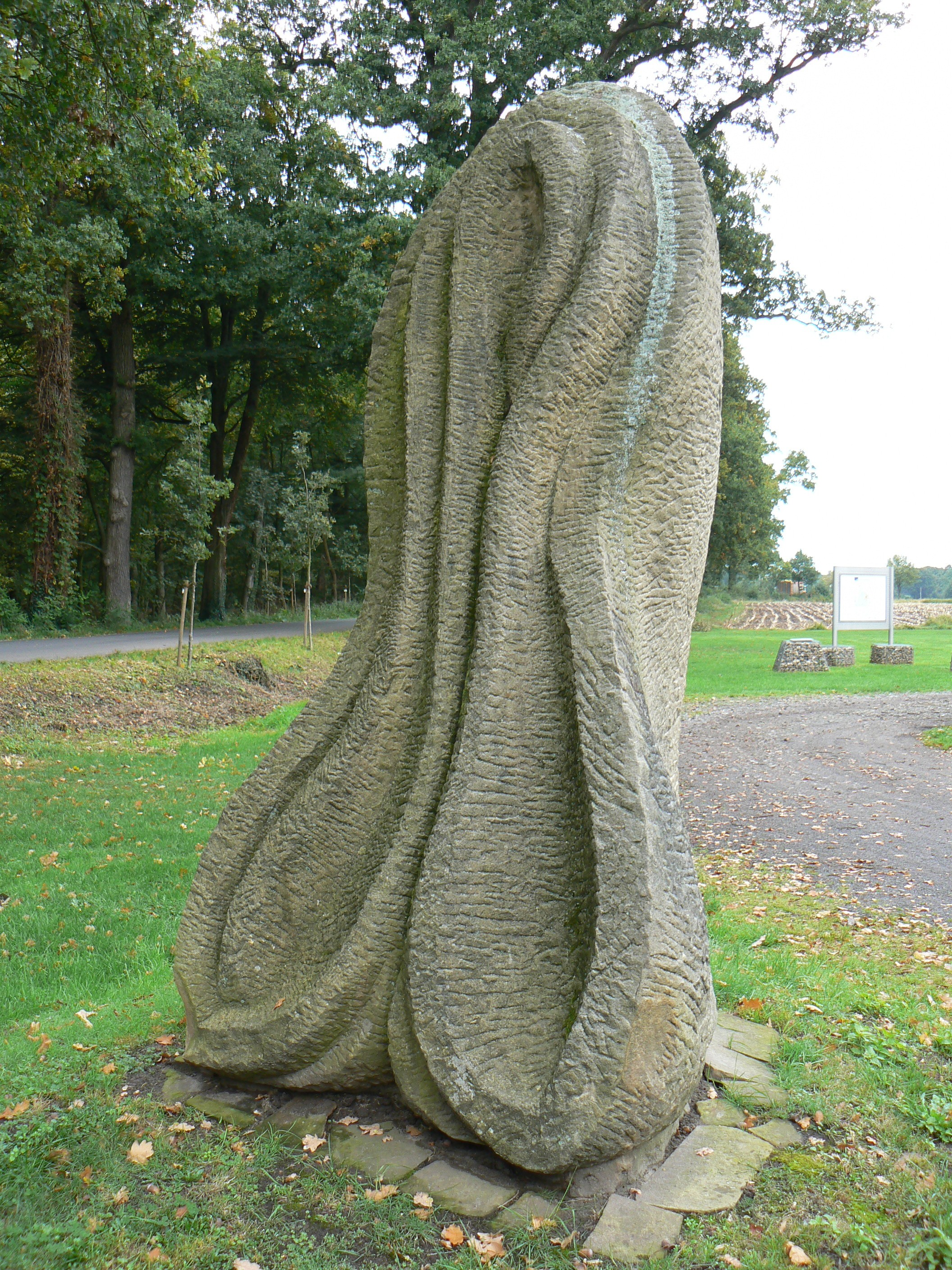
Faltung (1982) in Frenswegen

Peter Rübsam (Nümbrecht, 1941) is een Duitse beeldhouwer en musicus.

## Leven en werk
Peter Rübsam is een zoon van de beeldhouwer Jupp Rübsam (1896-1976). Van 1958 tot 1959 volgde hij een opleiding tot steenhouwer in het atelier van Erich Moog in Kottenheim (Eifel). Aansluitend werkte hij van 1959 tot 1960 in het atelier van Jojo Sievers in Düsseldorf als houtbeeldhouwer. Van 1961 tot 1965 studeerde hij bij Manfred Sieler beeldhouwkunst aan de kunstacademie van Düsseldorf. Vanaf 1965 is Rübsam werkzaam als steenbeeldhouwer. Hij was gedurende meerdere jaren docent en enkele jaren gasthoogleraar beeldhouwkunst in Hamburg en Karlsruhe. De kunstenaar nam regelmatig deel aan beeldhouwerssymposia, onder andere in Nordhorn, Mayen en Hinsbeck.
Naast zijn bezigheden als beeldhouwer is Rübsam muziekpedagoog en actief jazzmusicus.
De kunstenaar woont en werkt in Düsseldorf.

## Werken (selectie)
- Faltung (1982), beeldenroute Kunstwegen in Nordhorn
- Gustaf Gründgens Denkmal (1984), Schauspielhaus in Düsseldorf
- Mahnmal für die Opfer des Faschismus (1988), Friedhof Büderich in Meerbusch
- Kopfgruppe - 6-delige sculptuur (1988), Amtsgericht in Mayen (geplaatst in 1994)
- Mutter-Ey Denkmal (1989), Wickrath in Mönchengladbach
- Gedenkstein Aloys Odenthal of Mahnmal für die Widerstandskämpfer der Stadt Düsseldorf (1995), Nordfriedhof in Düsseldorf
- Der ausgesparte Mensch (1997), Hinsbeck
- Steinzeittor (1999), Rheindahlen in Mönchengladbach
- Silhouette (2004), Landesgartenschau in Trier
- Belgisch Kalblutpferd in Hinsbeck
- Kraft II (2008), Rathausplatz in Nümbrecht

## Fotogalerij

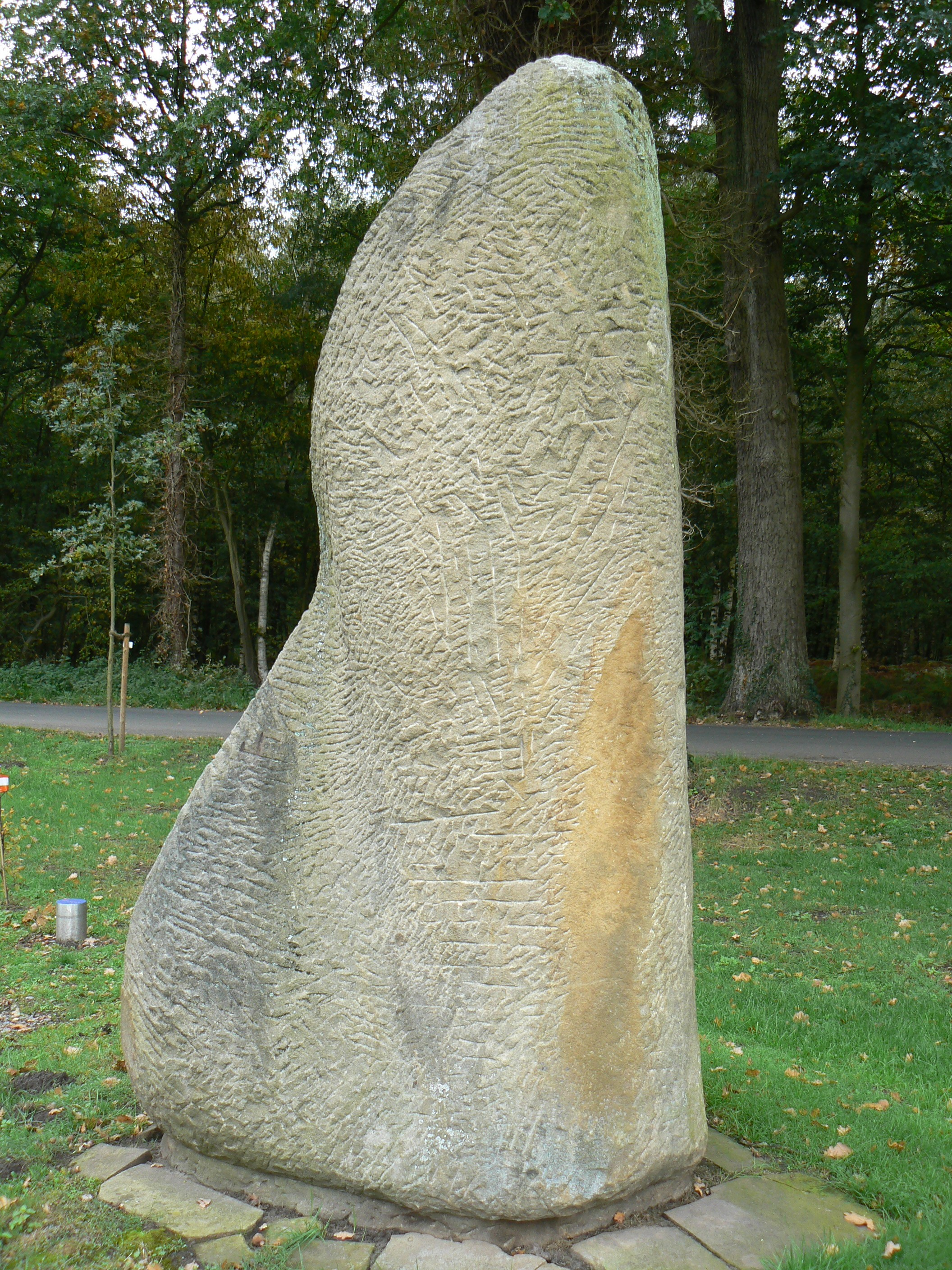
Faltung (1982)
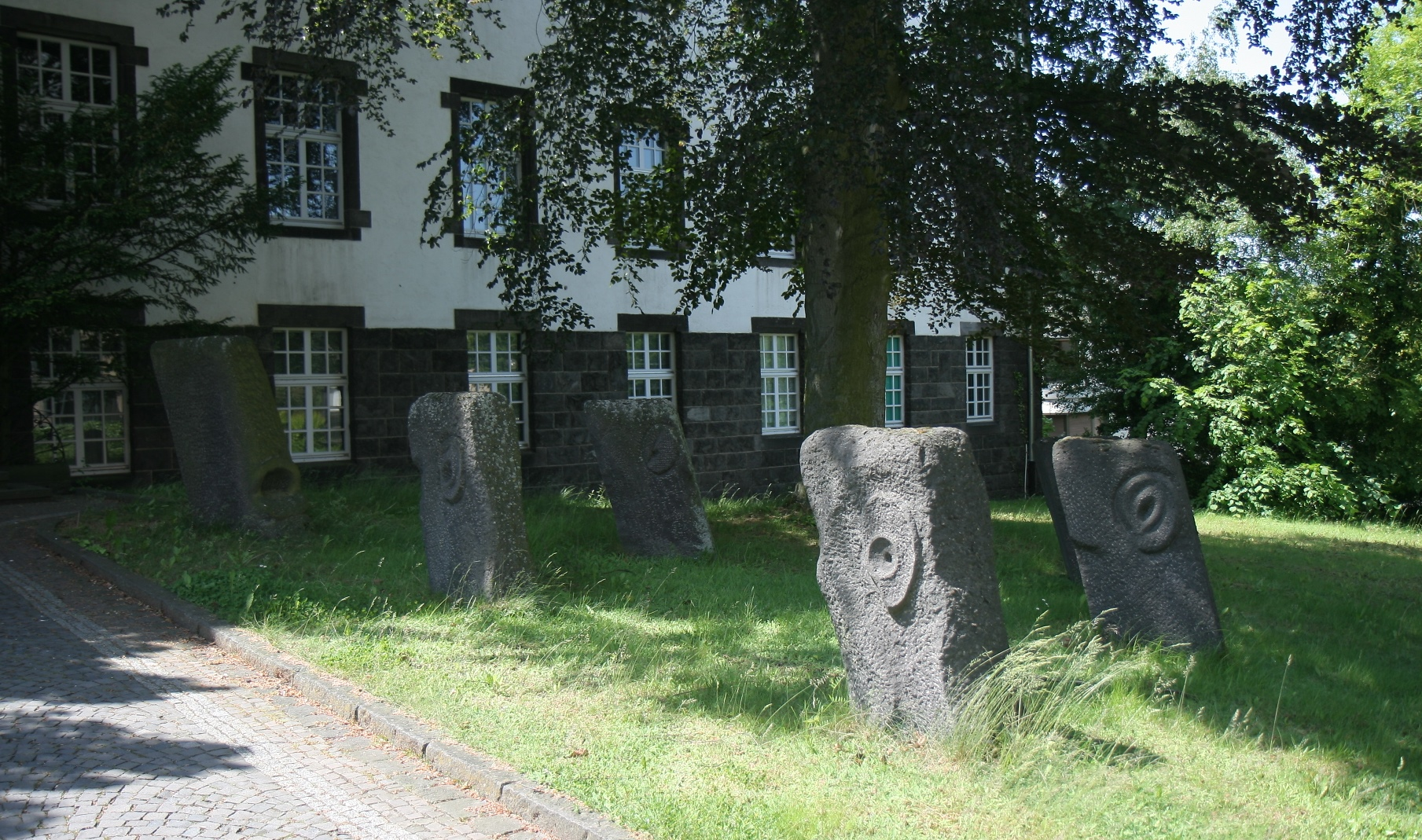
Kopfgruppe (1988)
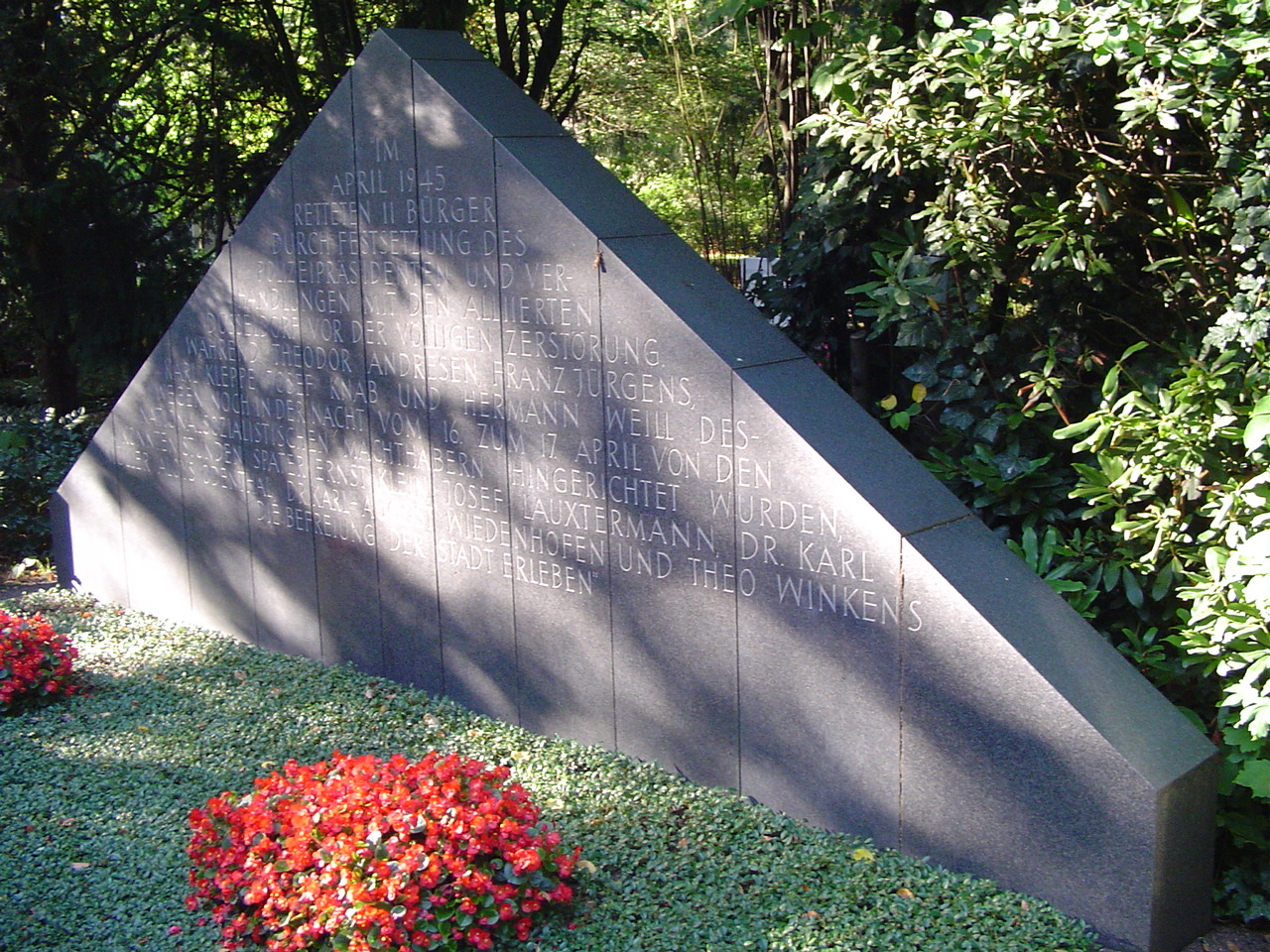
Verzetsmonument (1995)
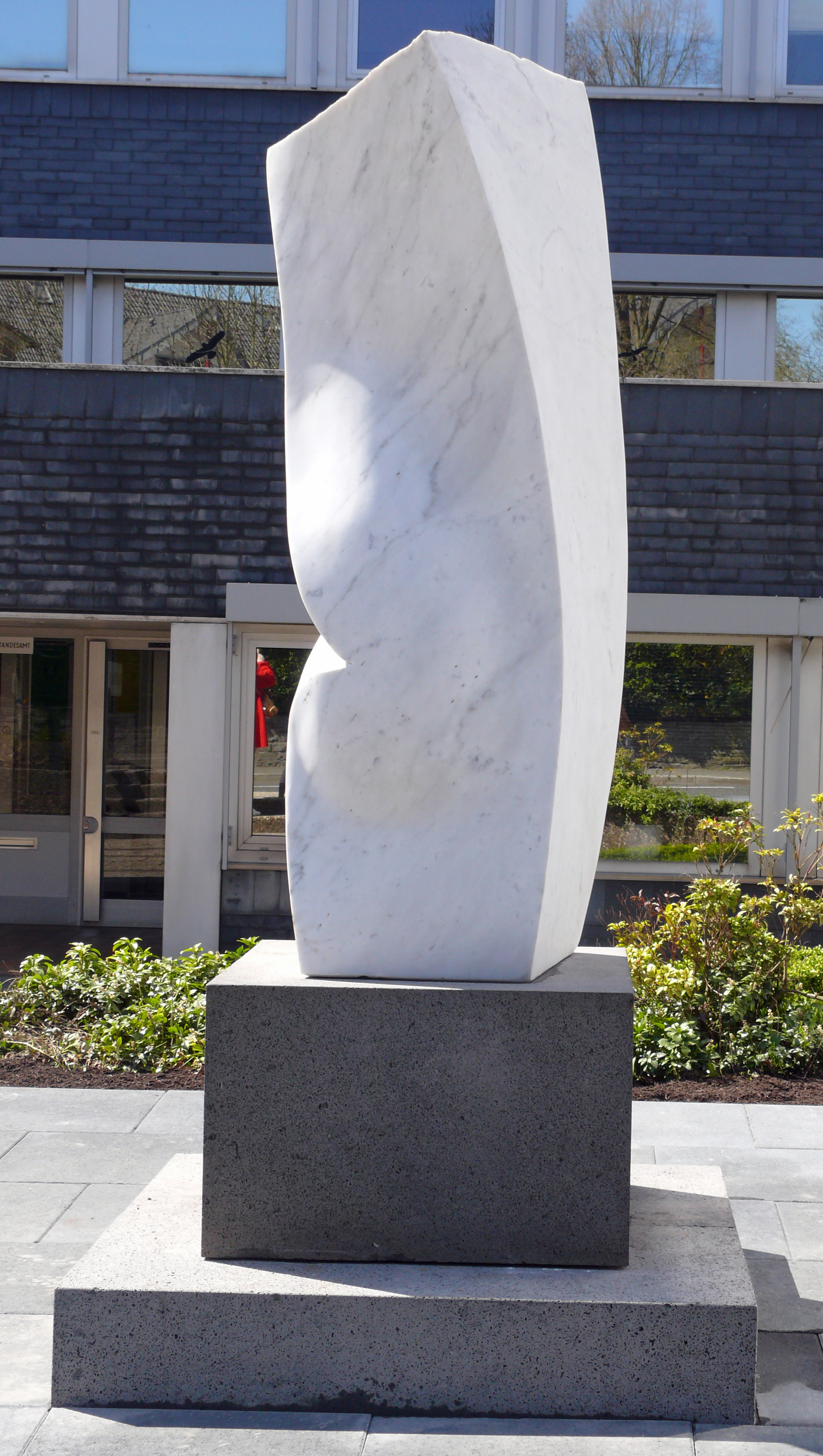
Kraft II (2008)